# Hoplandrothrips mcateei
Hoplandrothrips mcateei är en insektsart som beskrevs av Ian A. Hood 1915. Hoplandrothrips mcateei ingår i släktet Hoplandrothrips och familjen rörtripsar. Inga underarter finns listade i Catalogue of Life.